# Korutichthys
Korutichthys è un genere estinto di pesci ossei appartenente agli Actinopterygii (pesci a pinne raggiate), vissuto nel Permiano superiore, e rinvenuto in depositi della Siberia.

## Descrizione
Korutichthys presenta una base della pinna dorsale significativamente più corta rispetto a quella della pinna anale, una condizione ben diversa dall'affine Amblypterus. Le pinne pelviche sono estremamente ridotte e posizionate anteriormente sul corpo. Le scaglie sono ornate da creste diagonali marcate che terminano sul margine posteriore in una serie di seghettature evidenti. Tali caratteristiche indicano una morfologia ben distinta da quella riscontrata in altri generi simili come Amblypterus e Paramblypterus.

## Classificazione
Korutichthys è stato descritto per la prima volta da Kazantseva-Selezneva nel 1980, sulla base di fossili provenienti dal Permiano superiore della Siberia settentrionale, nel Krasnoyarsk Krai. Inizialmente venne assegnato alla famiglia Amblypteridae, un gruppo di paleonisciformi diffusi nel Paleozoico superiore. Tuttavia, studi successivi hanno messo in dubbio questa attribuzione a causa di diverse caratteristiche morfologiche rispetto agli altri membri della famiglia.
Nonostante la sua iniziale inclusione tra gli Amblypteridae, Korutichthys viene attualmente considerato un membro di incerta posizione all'interno degli Elonichthyiformes. La combinazione unica di tratti morfologici, in particolare la struttura delle pinne e l'ornamentazione delle scaglie, non consente un chiaro inquadramento filogenetico. Di conseguenza, Korutichthys è oggi classificato come Elonichthyiformes incertae sedis.